# Gotha G.V
El Gotha G.V fue un bombardero pesado usado por la Luftstreitkräfte (Servicio del Aire del Ejército Alemán) durante la Primera Guerra Mundial. 

## Historia
El uso operacional del G.IV demostró que la incorporación de tanques de combustible dentro de la barquilla del motor era algo problemático ya que, en un accidente de aterrizaje, los tanques podían romperse y derramar combustible dentro de los motores calientes. Esto planteó un problema muy serio porque los accidentes durante los aterrizajes constituían el 75% de todas las pérdidas operacionales. En respuesta, Gothaer produjo el G.V, el cual albergaba los tanques de combustible en el centro del fuselaje. Las pequeñas barquillas del motor eran montadas en los puntales encima del ala inferior.
El G.V entró en servicio en agosto de 1917. No ofrecía ninguna mejora de funcionamiento comparado con el modelo G.IV.  De hecho, el G.V era 450 kg  más pesado que el G.IV, debido al equipo adicional y al uso de madera mal secada. Además la calidad inferior del combustible, impedía que los motores Mercedes D.IVa produjeran una potencia de 260 hps. Por estas razones, el G.V generalmente operó a alturas mucho menores que el G.IV.
En febrero de 1918, Gothaer probó una unidad de cola compuesta con estabilizadores horizontales biplanos y timones gemelos. Esta nueva unidad de cola (conocida como el Kastensteuerung), mejoró el control direccional de la aeronave (el cual era muy marginal, en condiciones de vuelo con un solo motor). La variante resultante (conocida como G.Va) incorporó la nueva cola, así como un fuselaje ligeramente más corto en la sección delantera del avión, que contaba con un tren de aterrizaje auxiliar colocado en el morro. Todas las 25 aeronaves modelo G.Va fueron entregadas al Bogohl 3 (III Bombengeschwader der Obersten Heeresleitung), la nueva designación del antiguo Kagohl 3 (III Kampfgeschwader der Obersten Heeresleitung). 
El G.Va fue reemplazado por el G.Vb, que llevó una carga útil mayor y operó con un peso de despegue máximo de 4.550 kg. Para reducir el riesgo de un posible vuelco durante el aterrizaje, Gothaer introdujo el Stossfahrgestell ('tren de aterrizaje de impacto'), un tren de aterrizaje principal con un tándem de dos bojes. El Stossfahrgestell probó ser tan efectivo, que fue agregado a todas las aeronaves G.V que servían en el Bogohl 3.
Idflieg ordenó 80 aeronaves G.Vb, la primera fue entregada al Bogohl 3 en junio de 1918. Todas las 80 aeronaves fueron terminadas pero debido al armisticio de 1918, el último lote no llegó a las líneas del frente de guerra y fue entregado directamente de la fábrica a la Comisión Especial Aliada.

## Operadores
- Luftstreitkräfte

## Especificaciones del Gotha G.V

### Características generales
- Tripulación: 3 (1 comandante/navegante/bombardero/artillero frontal, 1 piloto, 1 artillero de cola)
- Longitud: 11,86 m
- Envergadura: 23,70 m
- Altura: 4,30 m
- Superficie alar: 89,5 m²
- Peso vacío: 2.739 kg
- Peso máximo al despegue: 3.975 kg
- Planta motriz: 2× Mercedes D.IVa, 6 cilindros en línea refrigerados por líquido.
  - Potencia: 191 kW (256 HP; 260 CV) cada uno.

### Rendimiento
- Velocidad máxima operativa (Vno): 140 km/h
- Alcance: 500 km
- Techo de vuelo: 6500 m

### Armamento
- Ametralladoras: 3× Parabellum LMG 14 de 7,92 mm (una en el morro, dos en la cola)
- Bombas: carga variable entre los 300 y 500 kg

## Aeronaves similares
- AEG G.I
- AEG G.II
- AEG G.III
- AEG G.IV
- AEG G.V